# Symbrenthia lucina
Symbrenthia lucina är en fjärilsart som beskrevs av Pieter Cramer 1782. Symbrenthia lucina ingår i släktet Symbrenthia och familjen praktfjärilar. Inga underarter finns listade i Catalogue of Life.